# Podarg de Sri Lanka
El podarg de Sri Lanka(Batrachostomus moniliger) és una espècie d'ocell de la família dels podàrgids (Podargidae) que habita la selva humida del sud-oest de l'Índia i Sri Lanka.